# Matsudaira Tadanao
Matsudaira Tadanao (松平忠直, ,16 de junho de 1595 - 5 de outubro de 1650) foi um samurai do início do período Edo da história do Japão. Foi o Segundo Daimyō do Domínio de Fukui em Echizen . 

## Vida
Quando nasceu, seu nome era Senchiyo. Era o filho mais velho de Yūki Hideyasu , com sua concubina Lady Nakagawa .  
Quando Hideyasu morreu em 1607, Tadanao tornou-se líder do clã e Daimyō do domínio de seu pai .  Quatro anos mais tarde Tadanao casa-se  com sua prima Katsuhime , a filha do segundo shogun Tokugawa Hidetada. 
Tadanao liderou as tropas no campo de batalha em Echizen e na Campanha de Inverno de Osaka, mas sofreu uma alta taxa de baixas, razão pela qual foi repreendido por seu avô, Tokugawa Ieyasu. Participou da Campanha de Verão no ano seguinte, desta feita contra as tropas lideradas por Sanada Yukimura , e levando as forças Tokugawa até o Castelo de Osaka. No entanto, ele não recebeu nenhuma recompensa por seus esforços, e sua posição na Corte manteve-se baixa jusanmi-sangi (従三位参议, ; funcionário de quarto escalão), embora o seu pai ja tivesse ocupado o cargo de Chūnagon (中纳言, ; conselheiro de segundo escalão) . 
Tadanao acaba batendo de frente com Hidetada após a morte de Ieyasu, estava tão chateado com isso que em 1621 fingiu uma doença para não fazer uma viagem necessária para Edo. Em 1623, acaba finalmente sendo banido para província de Bungo.  Com sua punição seu irmão Matsudaira Tadamasa assume a liderança do Clã e do Han.
Tadanao  se tornou monge budista, com o nome de Ippaku (一伯). Morreu em 1650 aos 56 anos.